# پیتر پن و وندی
پیتر پن و وندی (به انگلیسی: Peter Pan & Wendy) یک فیلم ماجراجویی-فانتزی آمریکایی محصول سال ۲۰۲۳ به کارگردانی دیوید لاوری و براساس فیلمنامه‌ای است که با همکاری توبی هالبروکز نوشته است.

## بازیگران
- الکساندر مولونی در نقش پیتر پن، پسری که در نِوِرلَند زندگی می‌کند و از بزرگ شدن امتناع می‌ورزد.[۳]
- اور اندرسون در نقش وندی دارلینگ، دختر جوانی از لندن که نمی‌خواهد بزرگ شود، همراه با پیتر و به همراه برادران کوچکش، جان و مایکل به نورلند می‌رود.
- جود لا در نقش کاپیتان جیمز هوک، یک دزد دریایی و دشمن پیتر، که به وی بخاطر قطع دستش و دادن آن به تمساح کینه‌ پیدا کرد. کاپیتان بعد از آن واقعه دست خود را با قلاب جایگزین کرد.
- یارا شهیدی در نقش تینکربل، پری و بهترین دوست پیتر، که به وندی حسادت می‌کند.
- جیم گافیگان در نقش آقای اسمی، دستیار وفادار کاپیتان هوک که کمک زیادی نمی‌کند.
- جوشوا پیکرینگ در نقش جان دارلینگ، برادر کوچک وندی که با او و برادر کوچکشان مایکل و پیتر به نورلند سفر می‌کند.
- جاکوبی ژوپ در نقش مایکل دارلینگ، برادر وندی و برادر کوچک جان که با آنها و پیتر به نورلند سفر می‌کند.
- آلیسا واپاناتایک در نقش تایگر لیلی، شاهزاده خانم جنگجو از قبیله بومیان آمریکای نورلند و دختر رئیس، که دوست پیتر است.
- آلن تودیک در نقش جورج دارلینگ، پدر وندی، جان و مایکل که به عنوان حسابدار بانکی کار می‌کند.
- مالی پارکر در نقش مری دارلینگ، مادر وندی، جان و مایکل.

## فیلمبرداری
ساخت فیلم قرار است در ونکوور کانادا انجام شود در ابتدا قرار بود در ۱۷ آوریل ۲۰۲۰ شروع شود و در اوت ۲۰۲۰ بسته شود. با این حال، به دلیل دنیاگیری کووید-۱۹، فیلمبرداری به تأخیر افتاد. فیلمبرداری در ۱۶ مارس ۲۰۲۱ آغاز شد و انتظار می‌رود در ۳۰ ژوئن ۲۰۲۱ به پایان برسد.

## انتشار فیلم
در ابتدا قرار بود این فیلم در سرویس پخش جریانی دیزنی پلاس، و مدتی بعد قرار بود به صورت سینمایی اکران شود، اما در دسامبر سال ۲۰۲۰، این فیلم رسماً اعلام شد که دوباره به عنوان انحصاری دیزنی + به دلیل به ویروس کرونا این فیلم قرار است در سال ۲۰۲۲ از طریق دیزنی پلاس منتشر شود.